# Sportzentrum Maspernplatz
Das Sportzentrum Maspernplatz, auch Maspernhalle genannt, ist eine Sporthalle in Paderborn. Sie befindet sich am nördlichen Rand der Innenstadt in der direkten Nachbarschaft des Maspernplatzes und des Schwimmbads "Schwimmoper". Zurzeit trägt der Basketball-Zweitligist Paderborn Baskets hier seine Heimspiele aus. Gelegentlich finden in der Halle auch andere Veranstaltungen und Konzerte, wie zum Beispiel Auftritte von Udo Jürgens oder Atze Schröder, statt. Bei Basketballspielen besitzt die Halle, die nach neuen Richtlinien 2011 keine Erstligatauglichkeit mehr besitzt, eine Kapazität von 2500 Plätzen.

## Veranstaltungen (Auswahl)
- 2007 NBBL Top Four[3]
- 2007 Westdeutsche Tischtennis-Seniorenmeisterschaften
- 2017 Finale der Luftgewehr-Bundesliga[4]
- 2009 Volleyball-Damen-Länderspiel Deutschland – Niederlande
- 2017 Markus Maria Profitlich „Schwer im Stress!“[5]
- Sport- und Freizeitmesse im Rahmen des Paderborner Osterlaufs (jährlich)
- Padercup – Hallenfußball-Turnier für Jugendmannschaften (jährlich)